# INTEGRAL
Il telescopio spaziale dell'Agenzia Spaziale Europea INTErnational Gamma-Ray Astrophysics Laboratory (INTEGRAL) è stato sviluppato per individuare le più energetiche radiazioni individuabili nello spazio, i lampi gamma (GRB). È il più sensibile telescopio a raggi gamma mai sviluppato, nonché il più pesante satellite scientifico europeo inviato nello spazio.
INTEGRAL è una missione ESA in cooperazione con l'Agenzia Spaziale Russa e la NASA. La missione ha ottenuto dei notevoli successi, per esempio ha individuato le misteriose iron quasar. Un suo grande successo è stato lo studio dei burst di raggi gamma e l'evidenza dei buchi neri. Ha ripreso la regione del centro galattico con un dettaglio senza precedenti. INTEGRAL orbita con un periodo di 72 ore ed è dotato di un perigeo molto eccentrico a meno di 10.000 km dalla Terra, dentro la magnetosfera. Tuttavia la maggior parte dell'orbita è fuori dalla magnetosfera (l'apogeo è a 153.000 km) e quindi per la maggior parte del tempo le misurazioni sono possibili. Il satellite è controllato dal centro di controllo ESOC di proprietà ESA a Darmstadt in Germania.
Il progetto INTEGRAL è iniziato nel 1993, per poi effettuare il lancio il 17 ottobre 2002 tramite un lanciatore Proton.
Il satellite ha osservato oltre il 70% del cielo visibile ed ha contribuito a realizzare un accurato catalogo delle sorgenti di raggi gamma.

## Missione
Il satellite è stato  lanciato nel 2002 dal cosmodromo di Baikonur, in Kazakistan, a bordo di un razzo Proton-DM2. Ha raggiunto un’orbita ellittica di 3 giorni, con apogeo a 160.000 km e perigeo sopra i 2.000 km, evitando le fasce di radiazioni terrestri. 
Gestito dall’ESOC di Darmstadt (Germania), tramite stazioni a Redu (Belgio) e Goldstone (California), ha superato la durata prevista di 5 anni grazie a un consumo di carburante inferiore al previsto. 
Durante il primo anno, il satellite si è concentrato sulla regione prossima al centro della nostra Galassia individuando circa 120 sorgenti. Nei due anni successivi il satellite ha individuato 100 nuove sorgenti, a febbraio 2007 il catalogo Integral/IBIS contiene 421 sorgenti.  La missione è stata estesa fino al 2022. Nel settembre del 2021 a causa di malfunzionamenti alle ruote di reazione il telescopio era andato fuori controllo, tuttavia il gruppo di controllo della missione è riuscito a stabilizzarlo prima che le batterie si scaricassero completamente a causa del disallineamento dei pannelli solari.
Le operazioni scientifiche sono state estese fino al 2025, seguite da una fase post-operativa di due anni, con monitoraggio fino al rientro previsto in atmosfera terrestre nel 2029.

## Caratteristiche fisiche
| Tipo di telescopio | Coded Mask                              |
| Diametro           | 3.7 m                                   |
| Area ricevente     | 500 cm2 (SPI e JEM-X) , 3100 cm2 (IBIS) |